# Casa Castellà
La Casa Castellà és una obra d'Esterri de Cardós (Pallars Sobirà) inclosa a l'Inventari del Patrimoni Arquitectònic de Catalunya.

## Descripció
Gran casa pairal de planta rectangular allargada. La porta principal amb llinda de fusta i la façana est, que dona a la pl. Major, hi ha encastades, al seu voltant, diverses inscripcions que commemoren successives restauracions i reformes, una d'elles portada a terme del 1773 per Dionís Jacint de Castellàs, i un altre el 1860, per un altre membre d'aquesta important família. Sobre la porta s'obre un balcó. A la façana oest, que dona a una era amb accés las pallers, els estables i el colomar de la casa, s'obren nombroses finestres i una porta que comunica amb la principal mitjançant un vestíbul. Dins de la casa hi ha una petita capella. A l'extrem meridional, el desnivell del terreny permet que en la base hi hagi un porxo pel qual passa el camí d'accés al poble. Sobre d'aquest, s'obren dos piso d'amples galeries amb vidres. Els murs són de pedra vista sense desbastar. Es cobreix aquest gran edifici un llosat de llicorella a tres vessants.